# 岐阜県道463号朝日高根線

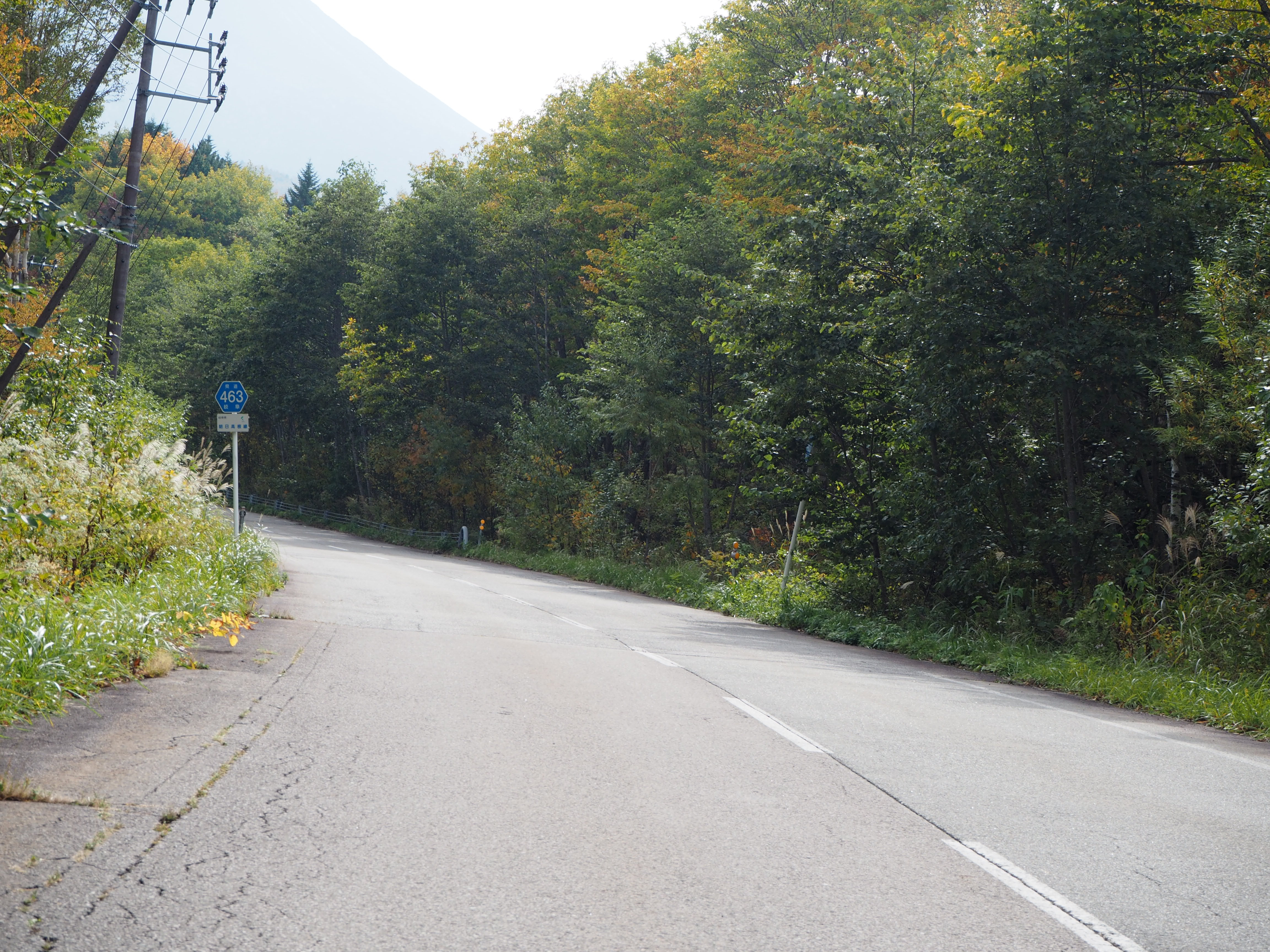
岐阜県道463号朝日高根線

岐阜県道463号朝日高根線（ぎふけんどう463ごう あさひたかねせん）は、岐阜県高山市内を通る一般県道である。

## 概要

### 路線データ
- 起点：岐阜県高山市朝日町日和田（岐阜県道435号御岳山朝日線交点）
- 終点：岐阜県高山市高根町小日和田（国道361号交点）

## 沿革
- 1977年（昭和52年）2月27日 ： 認定[1]

## 地理

### 通過する自治体
- 岐阜県
  - 高山市

### 接続する道路
- 岐阜県道435号御岳山朝日線（高山市朝日町日和田）
- 国道361号（高山市高根町小日和田）

### 周辺
- 日和田高原